# Paratomapoderus nigripes
Paratomapoderus nigripes is een keversoort uit de familie bladrolkevers (Attelabidae). De wetenschappelijke naam van de soort werd in 1855 gepubliceerd door Gerstaecker.